# Coloration de Giemsa

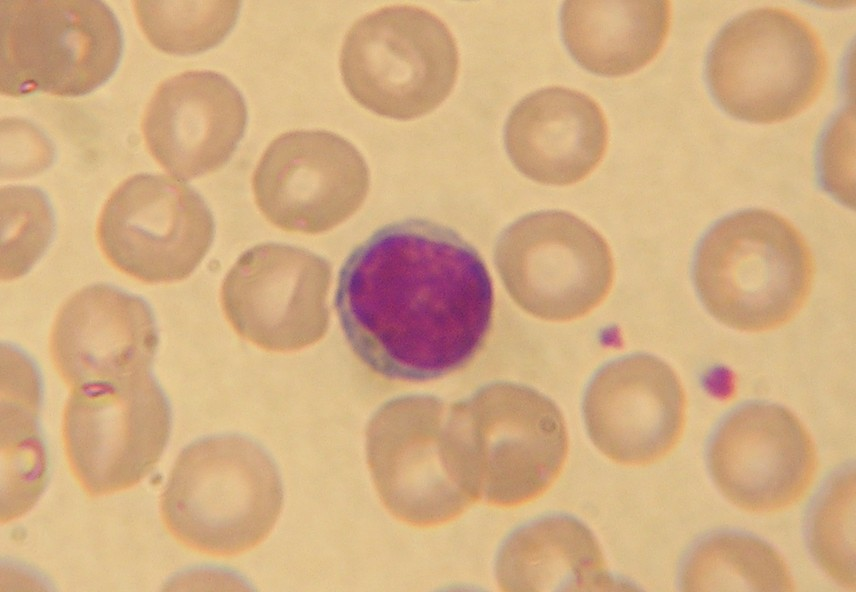
La coloration Giemsa du sang permet d'identifier un lymphocyte.

La coloration de Giemsa est une technique de coloration courante en cytologie et en hématologie. Elle repose sur l'utilisation d'un mélange de bleu de méthylène et d'éosine) appelé « colorant de Giemsa ». Elle permet notamment de mettre en évidence les territoires chromosomiques.
Gustav Giemsa (en) (1867 – 1948) était à la fois chimiste et pharmacien. C'est dans les années 1900 qu'il développe la technique de coloration qui fut utile pour identifier dans les frottis sanguins le parasite de la malaria, Plasmodium falciparum,.

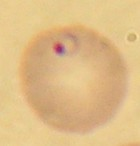
Trophozoïtes de Plasmodium falciparum (dans une hématie humaine) Coloration de May-Gründwald Giemsa.

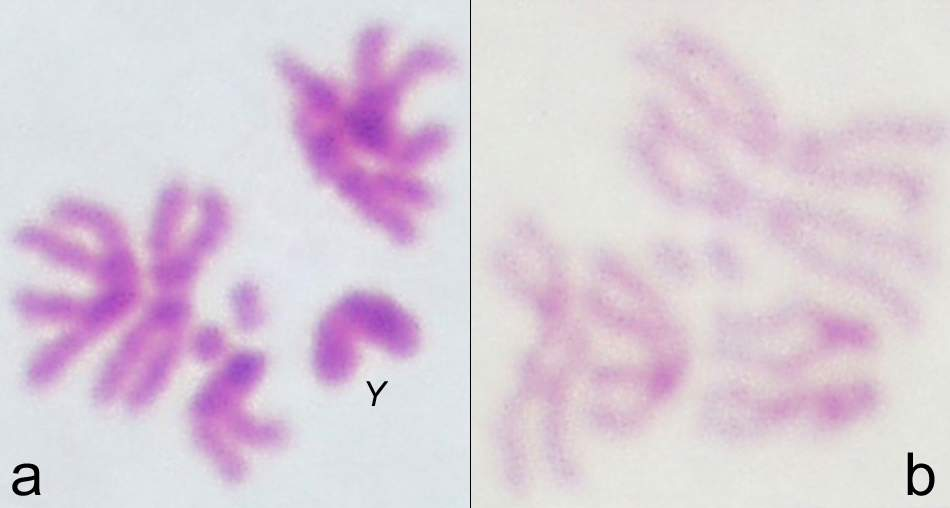
Chromosomes polytènes (géants) de Drosophila melanogaster observés au microscope optique après coloration Giemsa.

On effectue cette coloration en général sur des leucocytes traité chimiquement pour stimuler la mitose, qui est ensuite bloquée au niveau de la métaphase par la colchicine. On réalise alors la lyse hypotonique des cellules pour récupérer les chromosomes métaphasiques et les colorer.
On distingue plusieurs types de coloration. La coloration Giemsa par dénaturation enzymatique par la trypsine (ou GTG banding) met en évidence des bandes dites bandes G. La coloration par dénaturation thermique à 87 °C (ou RHG banding, pour Reverse banding using Heat and Giemsa) colore des bandes dites « bandes R ». Les bandes G sont particulièrement riches en adénine et en thymine, tandis que les bandes R sont riches en guanine et cytosine.